# Frank Kaminsky
Francis Stanley Kaminsky III (Lisle (Illinois), 4 de abril de 1993) é um basquetebolista profissional estadunidense que foi selecionado no Draft 2015 da NBA na primeira rodada e 9ª escolha pelo Charlotte Hornets e que atualmente joga no Phoenix Suns.
No ensino médio foi atleta do Benet Academy e jogou entre 2011 e 2015 pelos Wisconsin Bagers sendo escolhido como Atleta do ano da NCAA em 2015.

## Biografia
Frank Kaminsky vem de família de atletas, sendo que seu pai foi jogador da Lewis University e sua mãe jogou voleibol na Northwesten. No Ensino Médio jogou por seu colégio Benet Academy e foi aclamado pelo jornal Chicago Sun-Times como membro honorário do time ideal do Estado de Illinois.

## Estatísticas na NCAA
| Temp.     | Time      | Conf    | J   | MJ   | Ac  | Tent | %Ten | 2P  | 2P T | %2P  | 3P  | 3P T | %3P  | LL  | LL T | %LL  | R O | R D | R T | As  | R  | B   | Pts  |
| --------- | --------- | ------- | --- | ---- | --- | ---- | ---- | --- | ---- | ---- | --- | ---- | ---- | --- | ---- | ---- | --- | --- | --- | --- | -- | --- | ---- |
| 2011-2012 | Wisconsin | Big Ten | 35  | 271  | 23  | 56   | .411 | 13  | 21   | .619 | 10  | 35   | .286 | 7   | 14   | .500 | 22  | 28  | 50  | 10  | 4  | 13  | 63   |
| 2012-2013 | Wisconsin | Big Ten | 32  | 329  | 43  | 98   | .439 | 29  | 53   | .547 | 14  | 45   | .311 | 33  | 43   | .767 | 21  | 35  | 56  | 26  | 14 | 17  | 133  |
| 2013-2014 | Wisconsin | Big Ten | 38  | 1032 | 196 | 371  | .528 | 159 | 273  | .582 | 37  | 98   | .378 | 101 | 132  | .765 | 81  | 159 | 240 | 49  | 26 | 66  | 530  |
| 2014-2015 | Wisconsin | Big Ten | 39  | 1311 | 267 | 488  | .547 | 225 | 387  | .581 | 42  | 101  | .416 | 156 | 200  | .780 | 58  | 262 | 320 | 103 | 33 | 57  | 732  |
| Totais    | Totais    | Totais  | 144 | 2943 | 529 | 1013 | .522 | 426 | 734  | .580 | 103 | 279  | .369 | 297 | 389  | .763 | 182 | 484 | 666 | 188 | 77 | 153 | 1458 |

Fonte: sports-reference.com

## Estatísticas na NBA
| Legendas                      | Legendas                       | Legendas                     |
| ----------------------------- | ------------------------------ | ---------------------------- |
| PJ - Partidas jogadas         | PI - Partidas iniciadas        | MPJ - Minutos por jogo       |
| AP - Arremessos de quadra (%) | 3P - Arremessos de 3 pontos(%) | LL - Lances livres (%)       |
| RT - Rebotes por jogo         | AS - Assistências por jogo     | BR - Roubos de bola por jogo |
| TO - Tocos por jogo           | ER - Erros por jogo            | PPJ - Pontos por jogo        |

### Temporada Regular
| Ano      | Equipe            | PJ  | PI | MPJ  | AP   | 3P   | LL   | RT  | AS  | BR  | TO  | ER  | PPJ |
| 2015-16  | Charlotte Hornets | 81  | 3  | 21.1 | .410 | .337 | .730 | 4.1 | 1.2 | 0.5 | 0.5 | 0.7 | 7.5 |
| 2016-17  | Charlotte Hornets | 75  | 16 | 26.1 | .399 | .328 | .756 | 4.5 | 2.2 | 0.6 | 0.5 | 1.0 | 1.9 |
| 2017-18  | Charlotte Hornets |     |    |      |      |      |      |     |     |     |     |     |     |
| Carreira |                   | 156 | 19 | 23.5 | .403 | .331 | .743 | 4.3 | 1.7 | 0.5 | 0.5 | 1.7 | 9.5 |

## Ligações Externas
- Frank Kaminsky no X

- Frank Kaminsky no Facebook